# Rio Socoto
Socoto (em haúça: Sokoto) ou Quebi (em haúça: Kebbi) é um rio da Nigéria, afluente do Níger. Nasce ao sul de Funtua, em meio ao planalto setentrional, e flui a noroeste por 320 quilômetros até Socoto, a oeste da qual se encontra com o Rima e flui ao Níger a leste de Ilo. As planícies por onde passa são extensamente cultivadas e o rio é usado como fonte de irrigação; algodão, amendoim, tabaco, arroz do pântano, cebola, cana de açúcar e índigo são ali cultivados. É também o transporte dos povos hauçás, dacarquis e zabarmas.